# Внутренние межрёберные мышцы
Внутренние межрёберные мышцы (лат. Musculi intercostales interni) — глубокие мышцы груди.
Начинаются от верхних краёв рёбер, направляются затем вверх и вперёд. Прикрепляются на нижних краях вышележащих рёбер, внутри от борозды ребра. Внутренние межрёберные мышцы расположены в передних отделах межрёберных промежутках, в задних их замещают внутренние межрёберные перепонки (лат. membranae intercostales internae).

## Функция
Участвуют в акте спокойного выдоха.